# 1964
Cette page concerne l'année 1964 (MCMLXIV en chiffres romains) du calendrier grégorien.   Pour les autres significations, voir 1964 (homonymie).
L'année 1964 est une année bissextile qui commence un mercredi.

## En bref
- 23 mars - 15 juin : la première CNUCED (Conférence des Nations unies sur le commerce et le développement) réunit 123 États à Genève (Suisse). La France, partisane de relever les prix mondiaux des matières premières pour constituer un fonds d’aide aux pays en développement s’oppose au Royaume-Uni qui préconise de baisser les droits de douane des produits manufacturés par les pays du Tiers-monde ; le projet français échoue[1].
- 31 mars : coup d'État militaire au Brésil.
- 20 avril : accord pour la réduction de la production de matières fissiles par les États-Unis, le Royaume-Uni et l’URSS[2].
- 4 mai : ouverture à Genève du Kennedy Round, premier cycle de négociations du GATT[3]. Abaissement des barrières douanières (fin le 30 juin 1998).
- 31 août-9 septembre : réunion en Amérique de la 3e Conférence internationale sur l’utilisation de l’énergie atomique à des fins pacifiques[4].
- 25 septembre : début de la guerre d'indépendance du Mozambique.
- 5 - 10 octobre : la conférence des non-alignés au Caire réunit les représentants de 47 pays[5].
- 24 - 26 novembre : opération Dragon rouge contre la « rébellion Simba » à Stanleyville.

## Événements

### Afrique
- Nuit du 31 décembre 1963 au 1er janvier : l’attaque de la station agronomique de Kiyaka au sud de Kikwit marque le début de la rébellion muléliste au Kwilu (Congo-Léopoldville)[6]. Le 19 janvier, elle s’étend dans les zones d’Idiofa et de Gungu[7]. Le 21 janvier, l’état d’urgence est déclaré[8].
- 4 janvier : David Dacko est réélu président de la République centrafricaine[9].
- 5 janvier : la Constitution de la deuxième république du Dahomey est approuvée par référendum ; Sourou Migan Apithy est élu président le 19 janvier. Justin Ahomadegbé devient Premier ministre[10].
- 12 janvier : révolution à Zanzibar qui renverse l’hégémonie arabe[11].
- 16-21 janvier : visite du Premier ministre chinois Zhou Enlai à Bamako[12].
- 20 janvier : mutinerie du Tanganyika Rifles , stationné près de Dar es Salam, suivie de mouvements similaires en Ouganda le 23 et au Kenya le 24. Les troupes britanniques interviennent dès le 25 janvier pour juguler le mouvement[13].
- Nuit du 22 au 23 janvier : attaque de la mission de Kilembe par les rebelles muleliste ; trois missionnaires belges sont tués[8].
- 24-31 janvier : le Convention People’s Party (CPP) devient parti unique au Ghana après un référendum (en)[14].
- 6 février : début d’un conflit frontalier armé entre l’Éthiopie et le Front de libération de l'Ogaden soutenu par la Somalie. Un cessez-le-feu est conclu le 15 février, mais dès le lendemain, prétextant des incursions éthiopiennes sur 12 points de la frontière, l’armée somalienne rompt la trêve en bombardant la ville frontalière de Ferfer et échoue à prendre Dolo[15].
- 17-18 février : coup d’État militaire au Gabon contre le président Léon Mba, qui est arrêté. Un gouvernement provisoire présidé par Jean-Hilaire Aubame est formé, avec la participation de Paul Gondjout. Le 19 février, la France intervient militairement pour remettre Léon Mba au pouvoir[16].
- 20 février : accord frontalier entre l’Algérie et le Maroc ; une zone démilitarisée de 14 km est créée entre les deux États[17].
- 14 mars : verdict du procès de Rabat au Maroc ; 11 membres de l’UNFP arrêtés en juillet 1963 et accusés de complot contre la sûreté de l’État, sont condamnés à mort, dont 8 par contumace, 35 sont acquittés et les autres condamnés à des peines de prison. Les 19 août, les trois peines de prison sont commuées en prison à vie par le roi [18].
- 15 mars : élections législatives centrafricaines[9].
- 30 mars : accords de Khartoum entre la Somalie et l’Éthiopie établissant une zone démilitarisée entre les deux pays. Fin du premier conflit pour la possession de l’Ogaden[15].
- 10 avril : accord entre la France et l’Algérie fixant unilatéralement par trimestre le nombre d’Algériens pouvant entrer en France, en fonction des disponibilités du marché de l’emploi. Le protocole fixe à 12 000 le contingent annuel. Il est augmenté à 35 000 le 27 décembre 1968, puis à 25 000(?) trois ans plus tard[19].
- 12 avril : victoire à l’unanimité des suffrages exprimés de l’Union soudanaise-RDA, parti unique du Mali aux élections législatives[20].
- 13 avril, Rhodésie : arrivée au pouvoir de Ian Smith, président du Rhodesian Front, opposé à tout partage de pouvoir avec les Africains[21]. La ZAPU (Zimbabwe African People's Union) et la ZANU (Zimbabwe African National Union) sont interdites et leurs dirigeants, dont Robert Mugabe pour la ZANU, emprisonnés. Instauration d’un régime d’apartheid.

En rouge, le territoire contrôlé par la rébellion Simba à la fin de 1964.

- 15 avril : début de la rébellion Simba, révolte nationaliste de gauche soutenue par l’OUA à l’est du Congo-Léopoldville ; les rebelles lumumbistes attaquent Bukavu (qu’ils ne réussissent pas à prendre) et s’emparent des petits postes de Luvungi (en), Lemera, Mulenge, Kiliba (en), Luberizi (en) dans la plaine de la Rusizi. Le 15 mai, Uvira est prise, Fizi le 27 mai[22], Kindu le 21 juillet, Stanleyville le 4 août[7].
- 26 avril :
  - élections législatives fédérales camerounaises[23].
  - le Tanganyika et Zanzibar fusionnent pour former la république unie de Tanzanie[24].
- 28 - 30 avril : charte de l’UAMCE (Union africaine et malgache de coopération économique), élaborée lors de la conférence de Dakar (6-10 mars), est adoptée à Nouakchott[25].
- 29 avril : le gouvernement sud-africain adopte le plan Odendaal de ségrégation territoriale du Sud-Ouest africain (Namibie)[26].
- 12 mai : le gouvernement tunisien décide de nationaliser toutes les terres possédées par des étrangers, en premier lieu celles des colons[27]. La France annule aussitôt son aide financière et rappelle ses techniciens[28].
- 13 mai : réélection de Modibo Keïta à la présidence du Mali[29].
- 12 juin, Afrique du Sud : Nelson Mandela, ancien vice-président du Congrès national africain et sept autres dirigeants du Congrès national africain sont condamnés à la détention à perpétuité au procès de Rivonia[30]. Vague de protestation contre l’apartheid.
- 25 juin-10 juillet : référendum constitutionnel congolais[31].
- 30 juin : Moïse Tshombe rentre au Congo-Léopoldville à l’invitation du Premier ministre Cyrille Adoula pour réprimer la Rébellion Simba avec l’aide des Belges et la CIA, qui s’est étendue dans l’est du pays[32].
- 6 juillet : indépendance du Malawi (ex-Nyassaland)[33].
- 10 juillet : Moïse Tshombe forme un gouvernement de salut public au Congo-Léopoldville[34].

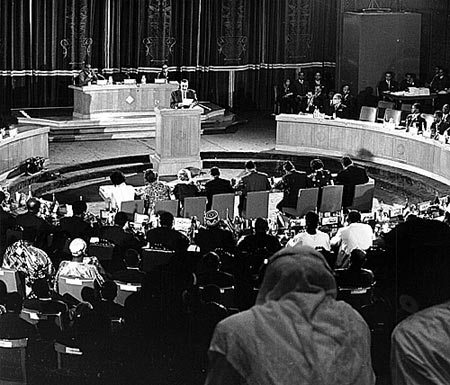
Nasser au sommet du Caire.

- 17 - 21 juillet : deuxième sommet de l’OUA réuni au Caire[35]. Les États membres s’engagent à respecter les frontières existantes.
- 1er août : une nouvelle constitution de type fédéral est adoptée au Congo-Léopoldville. Autorisant le multipartisme, le pays s’appelle désormais la république démocratique du Congo[34].
- 4 août, Congo-Léopoldville : Stanleyville tombe aux mains des lumumbistes ; Christophe Gbenye se proclame président de la république populaire du Congo le lendemain[7].
- 30 août : Albertville est reprise aux rebelles lumumbistes par l’armée nationale congolaise appuyée par des mercenaires ; Lisala est reprise le 15 septembre ; début du reflux des forces rebelles[7].
- 10 septembre : création de la Banque africaine de développement[33].

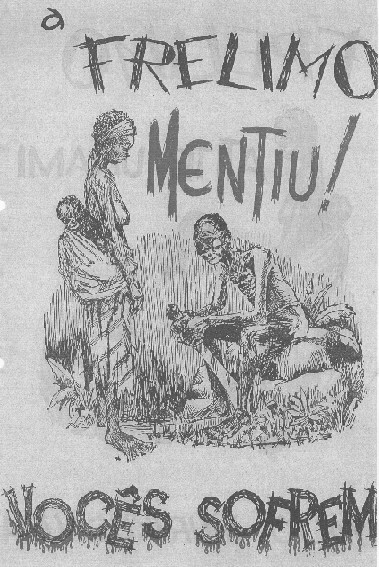
Septembre : guerre coloniale au Mozambique. Tract de propagande contre le Frelimo lancé par l’aviation portugaise

- 25 septembre : attaque du centre administratif portugais de Chai au nord du Mozambique par le Frelimo. Début de la guerre d’indépendance du Mozambique contre les Portugais (fin en 1974)[36].
- 29 septembre-6 novembre : visite du président du Mali Modibo Keïta en Asie : Chine, Mongolie, Nord-Vietnam, Corée du Nord[37].
- 21 octobre : « coup d’État civil » au Soudan. La dictature militaire du général Ibrahim Abboud est renversée par un soulèvement populaire, après l’intervention de la police à l’université de Khartoum pour empêcher un débat politique d’étudiants consacré au problème du Sud[38]. Abboud est contraint de dissoudre le gouvernement le 26 octobre et démissionne le 15 novembre[39].
- 24 octobre : indépendance de la Zambie (ex-Rhodésie du Nord britannique) sous la présidence de Kenneth Kaunda. le Royaume-Uni y conserve ses intérêts économiques[33].
- 29 octobre : Julius Nyerere, président de la Tanzanie[40].

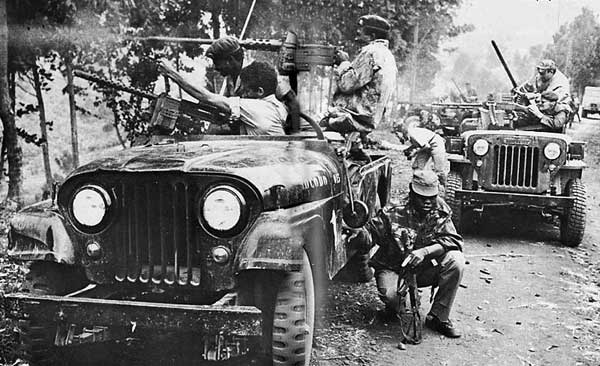
24 novembre : opération Dragon rouge.

- 24 - 26 novembre, crise congolaise : intervention aéroportée américano-belge pour sauver la population européenne de Stanleyville prise en otage par les rebelles lumumbistes. Elle provoque l’indignation des pays africains même modérés, tandis qu’une campagne d’opinion destinée à justifier l’intervention étrangère dénonce les atrocités commises par les « rebelles »[41].
- 26 novembre : nouvelle constitution en République centrafricaine[9].
- 8 décembre : création à Brazzaville d’une Union douanière et économique d’Afrique centrale (UDEAC) réunissant les anciennes colonies d’Afrique-Équatoriale française (Congo-Brazzaville, Cameroun, Gabon, République centrafricaine, Tchad) pour préparer un futur marché commun[42] (CEMAC en 1999).
- 12 décembre : début de la présidence de Jomo Kenyatta, au Kenya (fin en 1978)[43]. Le Kenya devient une république parlementaire et centralisée.
- 26 décembre : Che Guevara, ministre cubain de l’Industrie, commence une tournée en Afrique : Mali, Congo-Brazzaville, Guinée, Ghana, Dahomey, Algérie, Tanzanie (fin en février 1965)[44].

### Amérique

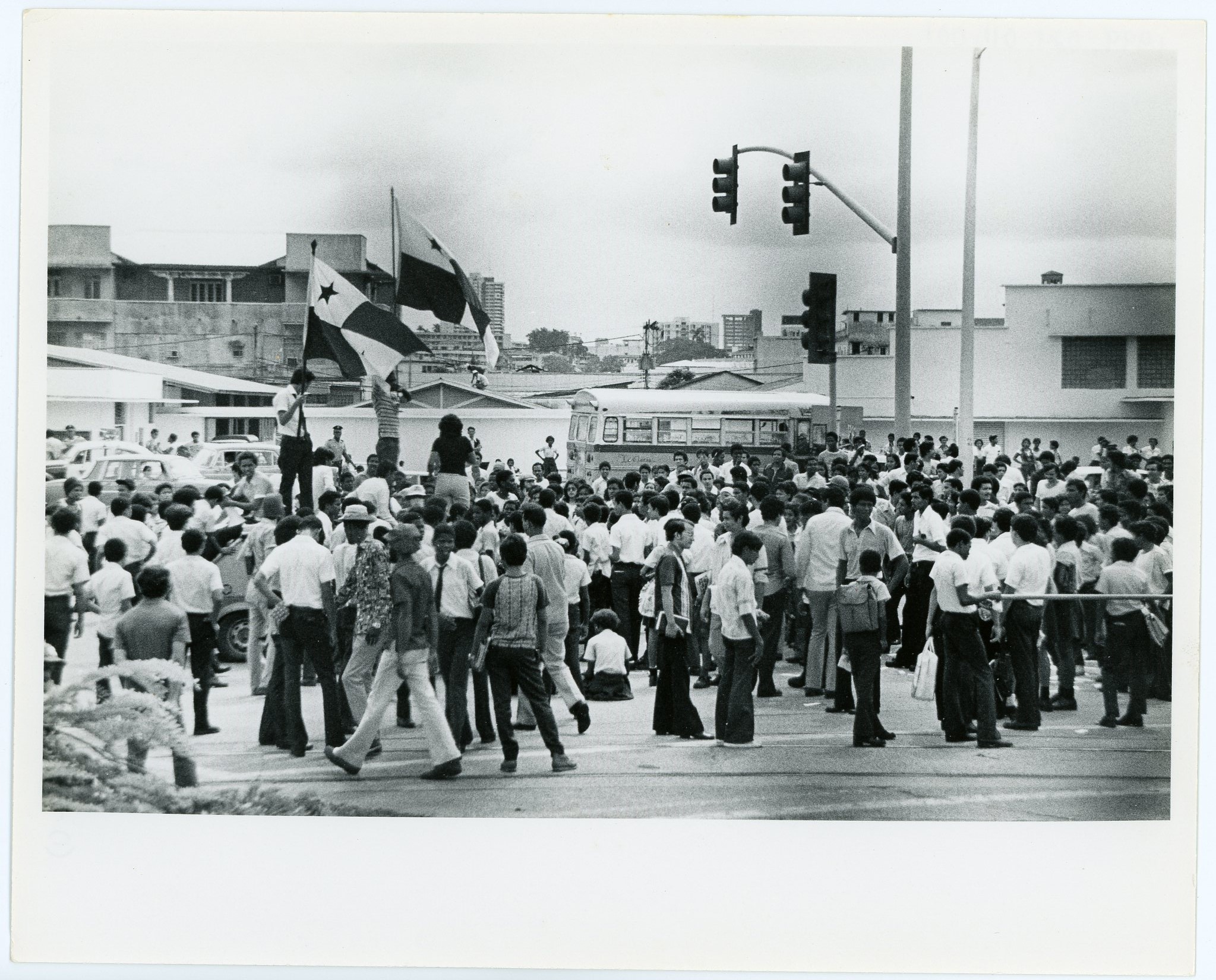
Manifestation sur la frontière entre le Panama et la zone du canal en 1964.

- 9 janvier : émeutes au Panama contre les États-Unis ; 21 Panaméens et quatre soldats américains sont tués (Día de los Mártires)[45].
- 12 mars, Brésil : Dom Hélder Câmara est nommé archevêque de Recife[46]. Il prend ses fonctions le 12 avril[47] et s’efforce de mettre en œuvre les principes qui lui valent d’être surnommé « l’évêque des favelas ».
- 13 mars, Brésil : 150 000 travailleurs réunis devant la Gare Central do Brasil à Rio de Janeiro acclament le président de la république João Goulart qui signe un décret lançant une réforme agraire et un autre nationalisant les raffineries de pétrole. Le 19 mars, une grande « Marche des familles avec Dieu pour la liberté » rassemble 500 000 personnes à São Paulo. Les marins apportent leur appui par une manifestation de 2000 participants le 25 mars. Le ministre de la Marine envoie des troupes pour les arrêter, mais Goulart intervient pour leur accorder une amnistie. Le 30 mars, il accuse les officiers de manquer de discipline[48].
- 31 mars, Brésil : alors que la croissance économique s’essouffle, le président de la république João Goulart est renversé par un putsch militaire appuyé discrètement par les États-Unis et doit s’enfuir en Uruguay le 4 avril. Le maréchal Castelo Branco assume la présidence (fin en 1968) et instaure une dictature militaire jusqu’en 1985[49].
- 24 mai : tragédie au Stade de l'Estadio Nacional à Lima au Pérou ; un match de football Pérou-Argentine dégénère en émeute provoquant la mort de 318 personnes et plus de 500 blessés[50].
- 27 mai : l’armée colombienne attaque la « république de Marquetalia », une zone autonome constituée en 1958, qui est démantelée[51].
- 14 juin : un référendum modifie la constitution à Haïti, permettant à François Duvalier de devenir « président à vie »[52].

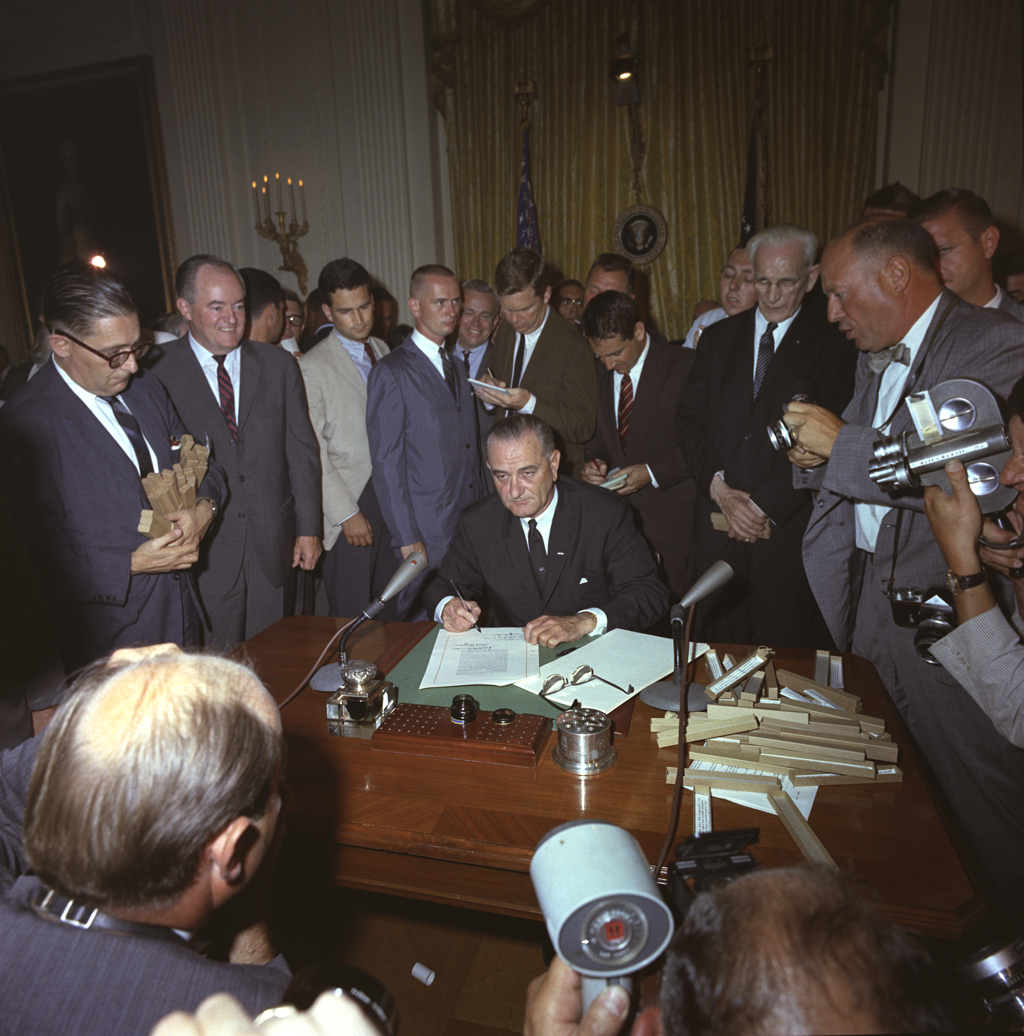
2 juillet : Lyndon B. Johnson signe le Civil Rights Act.

- 2 juillet : adoption par le Congrès des États-Unis du Civil Rights Act[53].
- 20 juillet, Colombie : création du FARC, groupe de guérilla d’obédience marxiste issue du parti communiste et du ELN, groupe de guérilla d’obédience guévariste[54]. Début du Conflit armé colombien (1964-2016).
- 25 juillet : l’Organisation des États américains vote la suspension des relations diplomatiques et l’interruption des échanges commerciaux avec Cuba[55]. Le Mexique refuse de se soumettre à la décision de l’OEA. Les États-Unis ferment leurs frontières aux travailleurs saisonniers mexicains, ce qui met fin à une importante source de revenus.
- 5 août : treize membres du groupe d’opposition « Jeune Haïti » expatrié aux États-Unis débarquent dans le sud de Haïti pour mener une guérilla contre le régime de Duvallier ; en représailles les Tontons macoutes et l’armée haïtienne massacrent les mulâtres de la ville de Jérémie[56]. Onze des treize rebelles sont tués au combat, deux sont prisonniers et exécutés publiquement à Port-au-Prince le 12 novembre[57].
- 6 août : victoire de Víctor Paz Estenssoro aux élections en Bolivie[58].
- 21 septembre - 16 octobre : Voyage de Charles de Gaulle en Amérique du Sud[59].
- 3 novembre :
  - élection du démocrate Lyndon B. Johnson comme président des États-Unis[60].
  - Eduardo Frei Montalva est élu président démocrate-chrétien du Chili (fin en 1970)[61].
- 4 novembre, Bolivie : le président Víctor Paz Estenssoro est déchu par son vice-président, le général René Barrientos Ortuño et les militaires prennent le pouvoir pour 18 ans d’autoritarisme instable[58]. Barrientos est un président populaire, parlant le quechua et gouvernant avec plus de souplesse que ses homologues brésiliens ou argentins (fin en 1969).
- 1er décembre : Gustavo Díaz Ordaz, élu le 5 juillet, prend ses fonctions de président de la république du Mexique[62].

### Asie
- 27 janvier : la France reconnaît la république populaire de Chine[63].
- 29-30 janvier : coup d'État de Nguyên Khanh qui renverse Dương Văn Minh au Sud Viêt Nam ; il forme un nouveau gouvernement le 8 février[64].
- 28 mars : abolition des partis politiques en Birmanie. Le BSPP (Parti du programme socialiste birman) devient parti unique. Ne Win prépare le pays au socialisme[65].
- 5 avril : assassinat de Jigme Palden Dorji, Premier ministre du Bhoutan depuis 1952[66].
- 19 avril : tentative de coup d’État militaire au Laos contre le Premier ministre Souvanna Phouma, qui se rallie à la droite[67] ; le 2 mai il annonce la fusion des forces militaires neutralistes avec celles de Phoumi Nosavan, et appelle le Pathet Lao à l’imiter : celui-ci refuse, amenant à la reprise ouverte des hostilités[68].
- 28 avril : Le Japon entre dans l’OCDE[69].
- 17 mai : les combats reprennent au Laos dans la plaine des Jarres entre les communistes du Pathet Lao et les groupes neutralistes[70]. Le Laos est impliqué dans la guerre du Viêt Nam. Les États-Unis bombardent le pays afin de bloquer le mouvement des troupes vietnamiennes et les ravitaillements le long de la piste Hô Chi Minh qui part du Nord-Viêt Nam et traverse tout le Laos oriental, permettant l’approvisionnement du Sud. La plaine de Jars est complètement détruite par les bombardements entre juin 1964 et septembre 1969. Les bombardements se poursuivirent jusqu’en avril 1973[71].
- 26 mai : la Chine rejette un appel du Royaume-Uni, lui demandant d’intervenir pour que cessent les combats au Laos. Elle propose la convocation d’une Conférence à 14 à Phnom Penh ou à Pékin[72].
- 8 juin : le conseil législatif national est remplacé par une assemblée en Papouasie-Nouvelle-Guinée[73].
- 9 juin : Lal Bahadur Shastri devient premier ministre de l’Inde après la mort de Jawaharlal Nehru le 27 mai (fin en 1966)[74]. Le doublement des dépenses militaires couplé avec de mauvaises moussons ont des effets immédiats sur les prix alimentaires. Des émeutes éclatent en août dans les grandes villes. Pour agir rapidement, Shastri réduit les compétences de la commission du Plan, alors le centre nerveux du gouvernement. Il pense que le secteur agricole, en Inde, commande à tous les autres secteurs, et que la planification dans ce domaine doit être assouplie. Indira Gandhi devient ministre de l’Information[75].
- 16 juin : séisme à Niigata, au Japon[76].
- 21 juillet : émeutes raciales à Singapour à l’occasion de l’anniversaire du prophète Mahomet. Les affrontements entre Malais et Chinois pendant trois jours font 23 morts et 454 blessés[77].

7 août : le président Johnson signe la résolution du golfe du Tonkin.

- 2 et 4 août : incidents naval dans le golfe du Tonkin ; un destroyer américain, le Maddox, est accroché à deux reprises par des vedettes lance-torpille nord-vietnamiennes. Les États-Unis en profitent pour amorcer une escalade au Viêt Nam et le 7 août le président Johnson fait adopter par le Congrès la résolution dite du golfe du Tonkin qui lui permet d’utiliser tous les moyens nécessaires pour riposter aux actions nord-vietnamiennes. Les bombardements aériens américains commencent en représailles[78].
- 7 août : le Premier ministre du Viêt Nam du Sud Nguyên Khanh décrète l’état d’urgence à la suite des bombardements du 4 août[64].

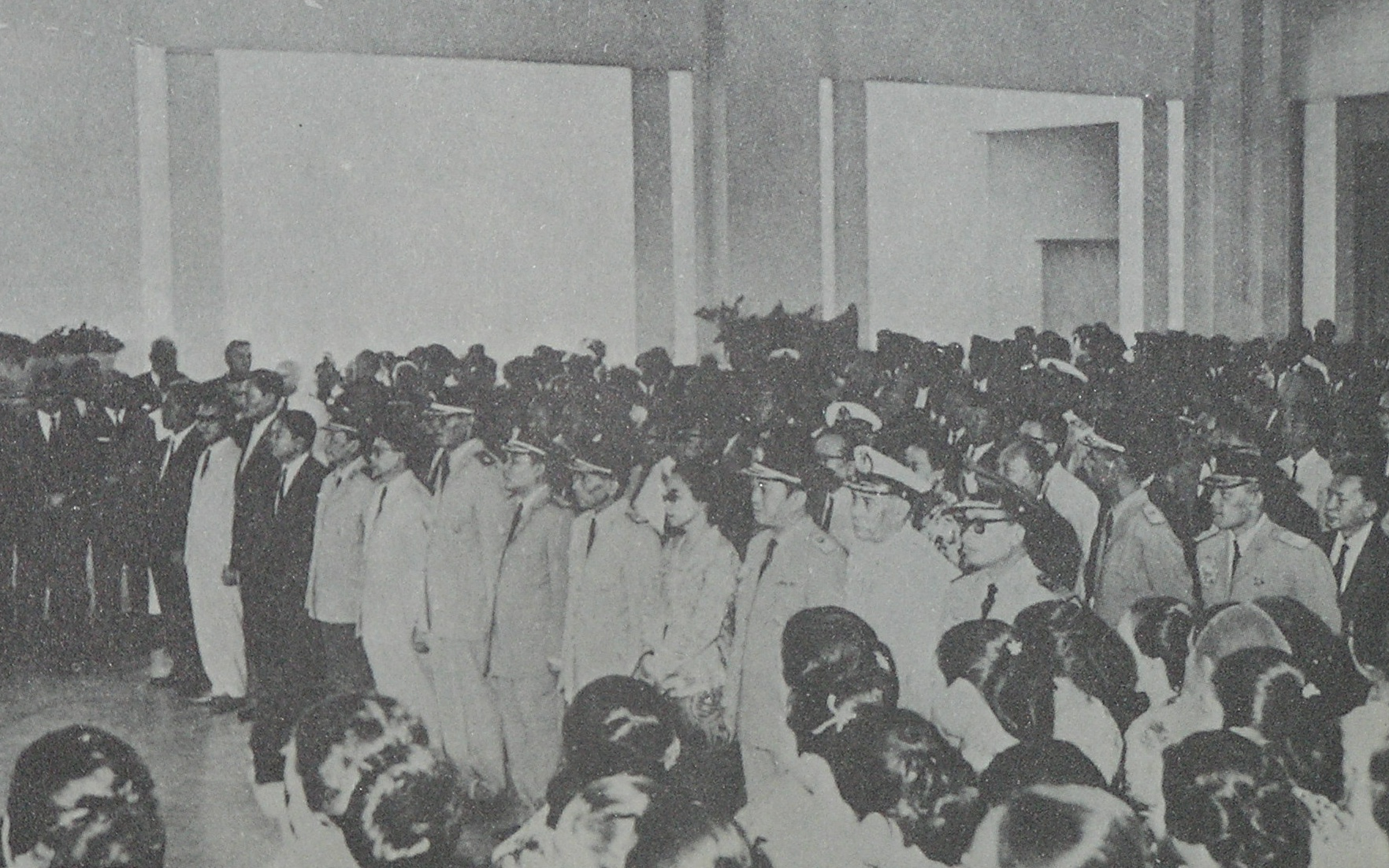
27 août : cabinet « Dwikora » en Indonésie, comprenant des représentants des mouvements nationaliste, religieux et communiste.

- 27 août : Njoto, deuxième vice-président du PKI, devient ministre auprès du président Soekarno[79]. L’influence communiste s’est considérablement développée en Indonésie (3 millions d’adhérents en juin 1964). Aidit définit la politique du PKI : ne pas renverser le gouvernement, mais renforcer et consolider ce qui est en faveur du peuple dans le pouvoir et éliminer ses aspects anti-populaires.
- 11 septembre : accord d’aide militaire entre l’URSS et l’Inde[80].
- 18 septembre - 4 novembre : le panchen-lama Choekyi Gyaltsen est violemment critiqué pour ses prises de position, lors du 7e congrès du « Comité préparatoire à l’établissement de la région autonome du Tibet »[81]. Le 17 décembre il est démis de ses fonctions de président par intérim de la Commission après avoir appelé dans un discours public à Lhassa à un retour du dalaï-lama sur le trône, et remplacé par Ngabo Ngawang Jigme[82]. Il est emprisonné en Chine jusqu’en 1978[83].
- 1er octobre :
  - le roi d’Afghanistan Mohammed Zaher Chah promulgue une constitution plus libérale qui fait du pays une monarchie constitutionnelle[84].
  - inauguration de la ligne du super-express Tokaido (dite « Shinkansen »)[85].
- 10 - 24 octobre : jeux olympiques de Tokyo[86].
- 16 octobre : première bombe atomique chinoise[87].
- 1er novembre : première attaque importante du Viet-Cong (ou FNL) sur la base aérienne américaine de Bien Hoa[88]. La guerre se propage au Laos et au Cambodge, qui sont atteints par de violents bombardements, de même que le Viêt Nam du Nord et les régions du Viêt Nam du Sud sous l’emprise du FNL.
- 15 novembre : le roi du Népal Mahendra procède à une réforme agraire[89].
- 25-30 novembre : lors de son neuvième congrès, le Parti communiste japonais rompt avec le PC soviétique[90].
- 14 décembre : début de l’opération Barrel Roll (rouleau compresseur), campagne secrète de bombardements américain des routes d’infiltration au sud du Laos[91].
- 24 décembre : attentat de l’hôtel Brink à Saïgon[92].
- 28 décembre : début de la bataille de Bình Giã au Viêt Nam du Sud[93].

### Proche-Orient
- 4-6 janvier : le pape Paul VI se rend en Terre sainte où il rencontre le patriarche grec Athénagoras[94].

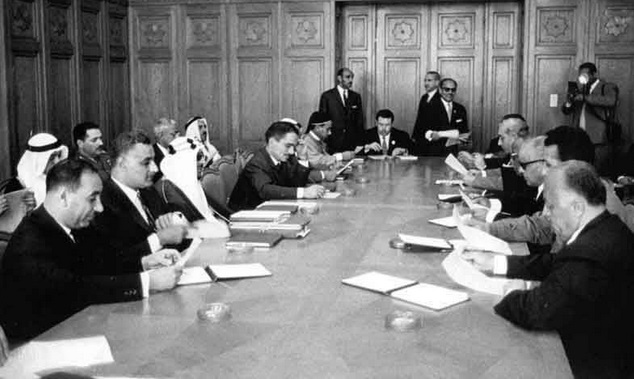
Sommet de la Ligue arabe au Caire, le 14 janvier.

- 13-16 janvier : le sommet des États arabes au Caire décide la création d’une Organisation pour la libération de la Palestine (OLP)[95]. Création d’un Commandement militaire arabe unifié sous autorité égyptienne. Une première tentative de conciliation dans la guerre civile du Yémen du Nord intervient au sommet arabe du Caire, lorsque la Jordanie reconnaît la république du Yémen, et l’Arabie saoudite qui apporte un soutien militaire aux insurgés monarchistes du Yémen avec l’aide du Royaume-Uni et de la Jordanie, renoue les contacts avec l’Égypte[96].
- 3 mars : à la suite des discussions tenues au sommet du Caire en janvier entre Nasser et le Premier ministre saoudien Fayçal, l’Égypte et l’Arabie saoudite rétablissent leurs relations diplomatiques[96].
- 16 -24 mars : le président yéménite Abdullah al-Sallal se rend à Moscou et obtient pour la république du Yémen une aide militaire soviétique pour remplacer l’aide égyptienne[97].
- 28 mars : bombardement britannique du fort d’Harib au Yémen[98].
- 9 avril : le Conseil de sécurité des Nations unies adopte une résolution pour condamner l’intervention britannique au Yémen[98].

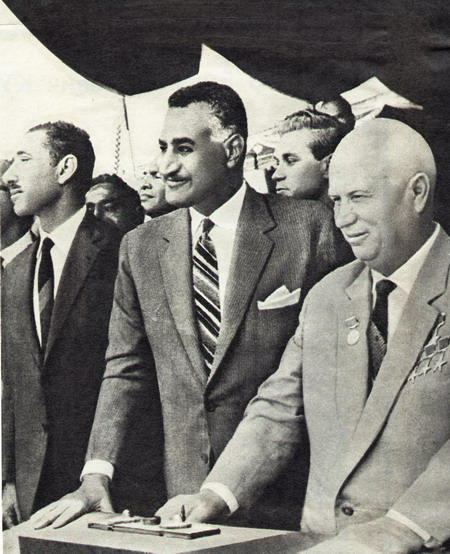
Khrouchtchev et Nasser lors de l’inauguration du barrage d’Assouan.

- 9 - 25 mai : voyage de Khrouchtchev en Égypte[99].
- 13 mai : inauguration de la première tranche du barrage d’Assouan, en Égypte, par Nikita Khrouchtchev et Gamal Abdel Nasser[33].
- 28 mai - 2 juin : premier congrès palestinien à Jérusalem. Adoption de la Charte nationale palestinienne. Création de l’Organisation de Libération de la Palestine (OLP) et de l’Armée de libération de la Palestine (ALP)[100]. Le Comité exécutif de l’OLP (CEOLP) est élu et présidé par Ahmed Choukairy. L’orientation de l’OLP est nettement panarabe et proche de Nasser, contrairement au Fatah. Yasser Arafat affiche son opposition en se rendant à Alger avec Abou Jihad et obtient de l’aide d’Ahmed Ben Bella pour mener des actions de guérilla contre Israël, avec la création d’Al-Assifa (la tempête) qui se lance dans la lutte armée le 31 décembre[101].

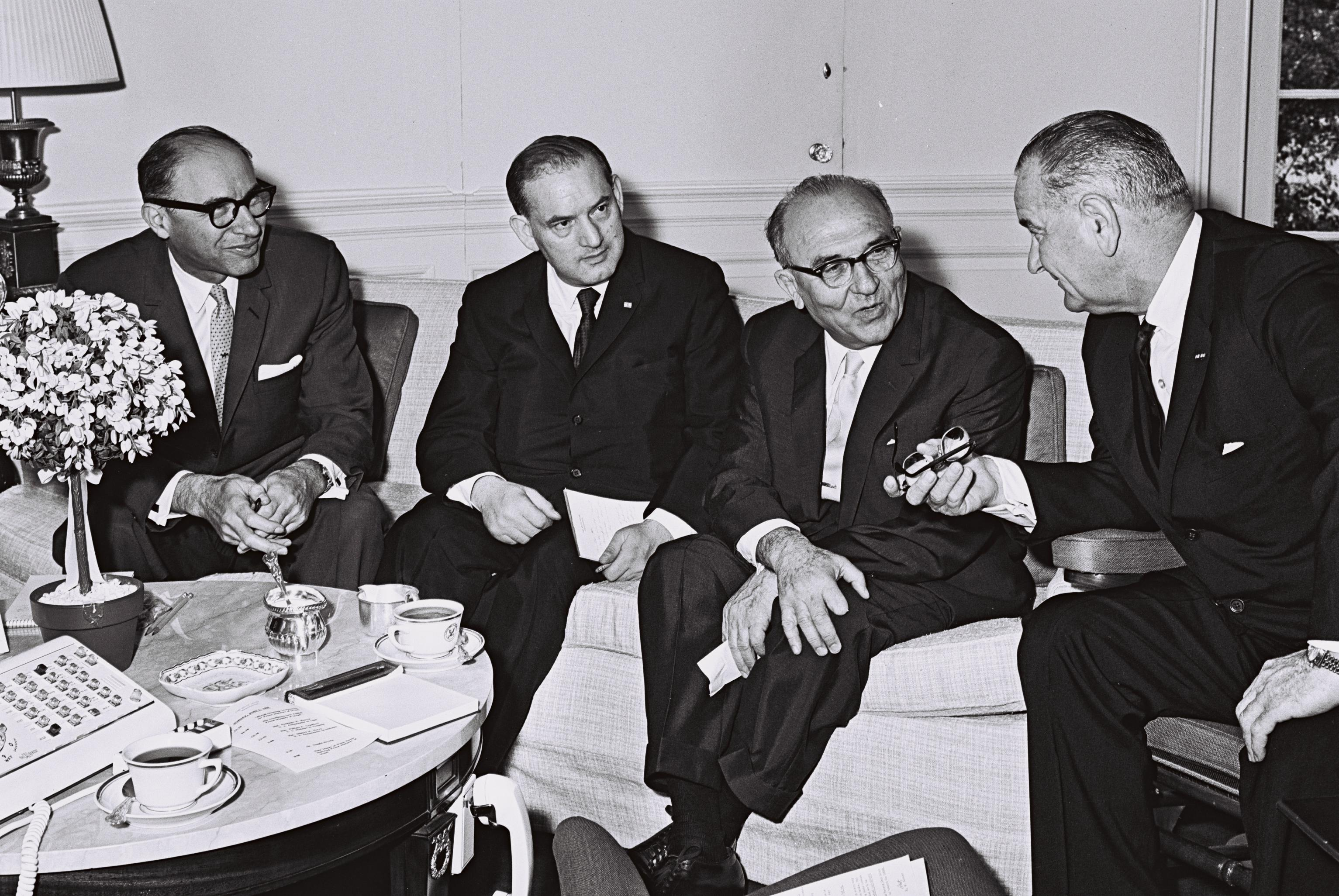
Lyndon Johnson et Levi Eshkol à la Maison-Blanche.

- 1er juin : le président Lyndon Johnson reçoit le président du Conseil israélien Levi Eshkol à Washington. Il affirme que les États-Unis défendront l’intégrité du territoire hébreu[102].
- 11 septembre : clôture de la conférence de la Ligue arabe à Alexandrie. Les affluents du Jourdain seront détournés afin d’empêcher les Israéliens d’irriguer le désert du Néguev et l’OLP est reconnue[103].
- 14 septembre : pour sortir de l’enlisement militaire au Yémen, Nasser décide de négocier et rencontre Fayçal à Alexandrie. Ils s’accordent sur le principe de neutralisation du Yémen mais cette décision n’est pas respectée[96].
- 23 septembre : Charles Helou, élu le 18 août, prend ses fonctions de président du Liban (fin en 1970). Il continue la politique de Fouad Chéhab mais ne peut empêcher le retour en force des chefs traditionnels et l’affaiblissement consécutif de l’État[104].

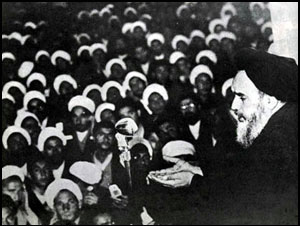
27 octobre : discours de Khomeini sur la Capitulation.

- 27 octobre, Iran : discours de l’ayatollah Khomeini condamnant le traité accordant l’immunité diplomatique aux militaires américains en Iran, qu’il qualifie de Capitulation. Il est de nouveau arrêté le 4 novembre et expulsé vers la Turquie[105].
- 2 novembre : Fayçal dépose son frère et devient roi d’Arabie saoudite[106]. Saoud se réfugie en Égypte où il est accueilli par Nasser.
- 3 novembre : royalistes et républicains yéménites se rencontrent à Erkwit au Soudan pour discuter des moyens de la réconciliation et la formation d'un gouvernement yéménite commun ; le 1er décembre, la conférence se sépare sur un désaccord sur l’emploi du terme « république » et sur le statut de la famille royale[96].
- 31 décembre : commando palestinien contre une station de pompage israélienne du Jourdain[104]. L’organisation al-Assifa (la tempête), branche militaire du Fatah créée à Beyrouth, mène des opérations commandos contre Israël[101]. Composée de 300 jeunes combattants issus des camps, elle revendique plus de 300 opérations jusqu’en juin 1967.

### Europe
- 17 janvier : Patricia et Conn McCluskey lancent à Belfast la Campaign for Social Justice (en), contre les discriminations civiques dont souffrent les catholiques en Irlande du Nord. En juin 1965, Gerry Fitt, membre du Parti social-démocrate et travailliste lance à son tour la Campaign for Democracy in Ulster avec le même objectif[107].
- 16 février : l’Union du Centre de Geórgios Papandréou remporte les élections législatives grecques[108].
- 3-10 mars : entretiens entre la délégation du Comité Central du Parti communiste roumain, conduite par le président du gouvernement roumain Ion Gheorghe Maurer, et la délégation du Parti communiste chinois, à Pékin[109]. La Roumanie propose sa médiation dans le Conflit sino-soviétique[110].
- 4 mars : une résolution du Conseil de sécurité de l’ONU décide l’envoi de casques bleus à Chypre pour mettre fin aux affrontements entre Grecs et Turcs[111]. Les premiers arrivent dans l’île le 16 mars.
- 6 mars : Décès du roi des Hellènes  Paul Ier de Grèce, son fils lui succède sous le nom de Constantin II (officiellement roi des Hellènes)[112].

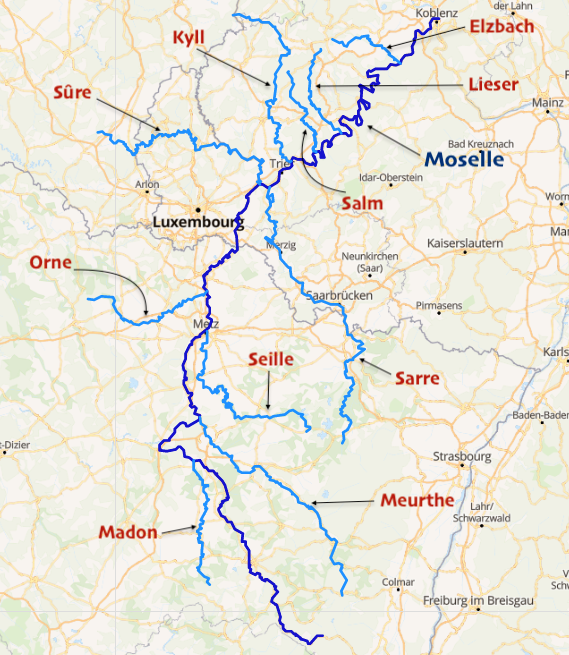
Le bassin de la Moselle

- 19 mars : ouverture à la circulation du tunnel du Grand-Saint-Bernard entre la Suisse et l’Italie[113].
- 7 avril : Mario Soares organise à Genève l’Action socialiste portugaise (Acção Socialista Portuguesa)[114].
- 26 mai : inauguration de la canalisation de la Moselle par la grande-duchesse de Luxembourg Charlotte, les présidents allemand et français Heinrich Lübke et Charles de Gaulle[115].
- 11 juin : massacre de Cologne. Walter Seifert exécute 8 élèves et deux professeur dans une école élémentaire catholique de Cologne, en Allemagne, et se donne la mort[116].
- 15 juillet : la Cour de justice des Communautés européennes prend l’arrêt Costa contre ENEL. Cette jurisprudence, qui sera confirmée en 1978 (arrêt Simmenthal), fait primer le droit communautaire européen sur le droit national des États membres[117].
- 6 août : bataille de Tylliria, affrontements entre Grecs et Turcs dans l’enclave de Kókkina, à Chypre[111].
- 4 septembre : inauguration du pont autoroutier du Forth, alors le plus long du monde au-dessus du Firth of Forth en Écosse[118].
- 17 septembre : la république fédérale socialiste de Yougoslavie devient membre associée du Comecon[119].
- 18 septembre : Mariage du roi des Hellènes Contantin II et de la princesse Anne-Marie de Danemark.
- 20 septembre : le Parti social-démocrate connaît un premier recul modéré aux élections législatives suédoises ; le cabinet Tage Erlander reste au pouvoir[120].
- 21 septembre : entrée en vigueur de la Constitution de Malte, qui devient indépendante du Royaume-Uni[121].
- 22 septembre : élections législatives danoises[122].

- 14 octobre, Union soviétique : Nikita Khrouchtchev est relevé de ses fonctions. On lui reproche ses échecs en matière de politique agraire et industrielle ainsi qu’en politique extérieure[123]. Léonid Brejnev lui succède comme premier secrétaire du PCUS. Alexis Kossyguine prend la présidence du Conseil, tandis que Nikolaï Podgorny succède à Anastase Mikoyan à la présidence du Soviet suprême. Au début de sa carrière, Brejnev fait preuve d’un certain dynamisme, mais à partir de 1974, malade, il se crispe sur le statu quo, laissant se développer les mafias et la corruption pour mieux consolider son pouvoir.
- 15 octobre :
  - victoire travailliste aux législatives au Royaume-Uni[124]. Une crise monétaire éclate[125].
  - inauguration de l’oléoduc « Droujba », destiné à acheminer le pétrole soviétique vers les pays du COMECON (fin en 1964)[réf. souhaitée][126].
- 16 octobre : début du ministère travailliste d’Harold Wilson, Premier ministre du Royaume-Uni (fin en 1970)[127].
- 17 octobre : début du blocus de Gibraltar par Franco[128].
- 12 novembre : la grande-duchesse Charlotte de Luxembourg abdique en faveur de son fils aîné le prince Jean[129].

## Décès en 1964

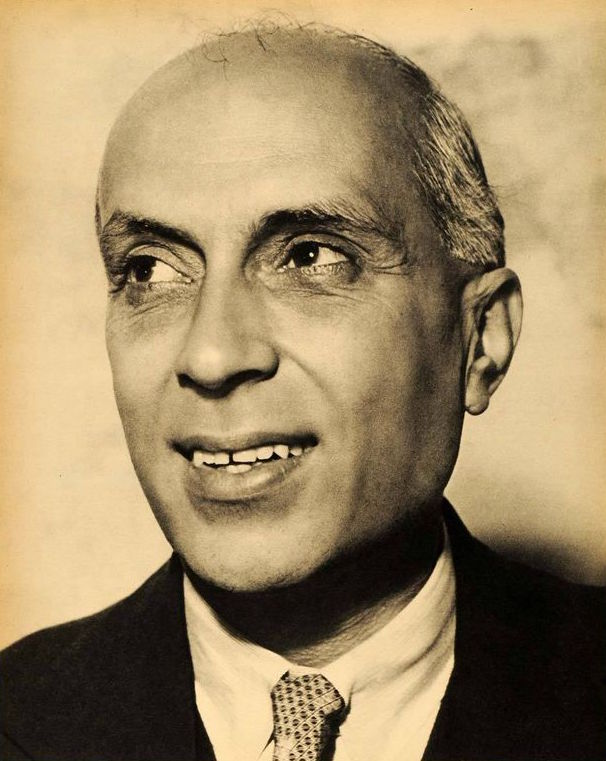
Nehru.

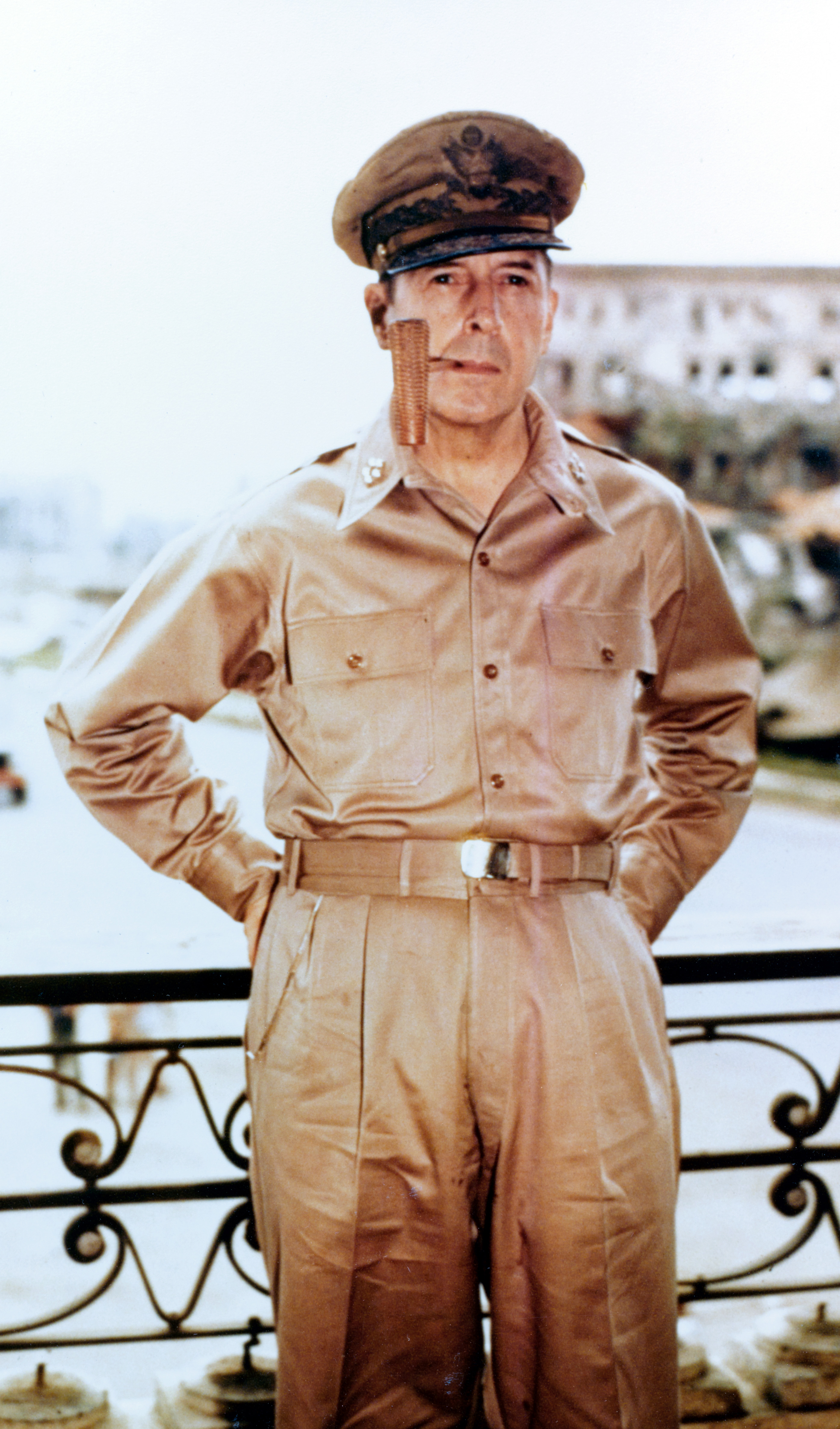
Douglas MacArthur

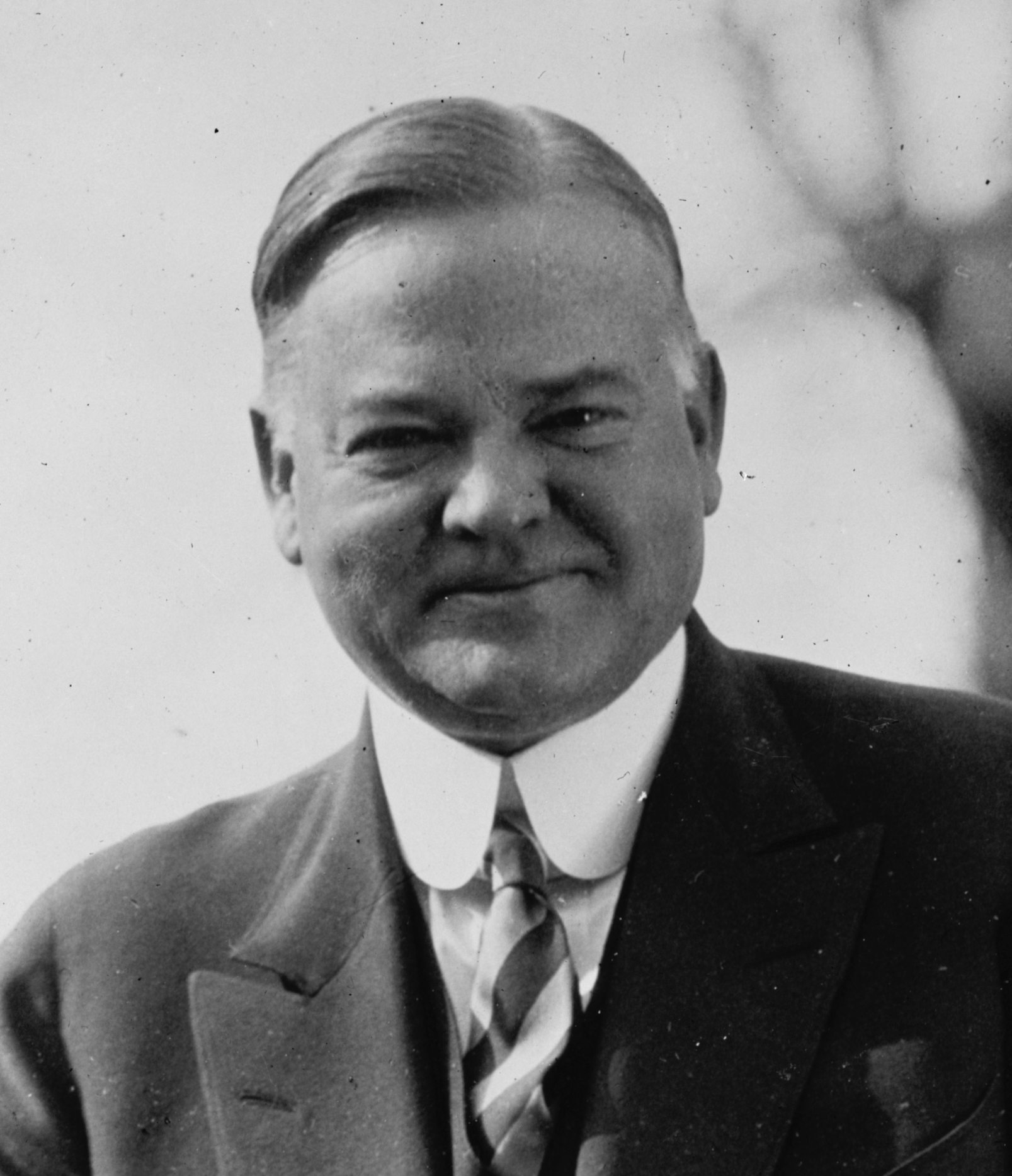
Herbert Hoover

Personnalités majeures décédées en 1964
- 5 avril : Douglas MacArthur (militaire américain)
- 28 avril : Alexandre Koyré (philosophe français d'origine russe)
- 27 mai : Jawaharlal Nehru (homme politique indien)
- 18 juin : Giorgio Morandi (peintre et graveur italien)
- 4 juillet : Gaby Morlay (actrice française)
- 11 juillet : Maurice Thorez (homme politique français)
- 12 août : Ian Fleming (romancier britannique)
- 21 août : Palmiro Togliatti (homme politique italien)
- 18 septembre : Seán O'Casey (dramaturge irlandais)
- 28 septembre : Harpo Marx (acteur américain)
- 15 octobre : Cole Porter (compositeur et parolier américain)
- 20 octobre : Herbert Hoover (homme politique américain)